# Ad østens Kongevej
Ad østens Kongevej er en dansk dokumentarfilm fra 1946 instrueret af Aage Krarup Nielsen.

## Handling
Filmen er inddelt i tre underafdelinger:
1) Fra Singapore til Batavia (Jakarta) på Java: Landkort, skib i søgang, ankomst, gadeliv, trafik, havn med småbåde, slangetæmmer, orkester.
Haw Par Villa: parklignende område med Buddhafigurer, drager og lign. Junke på flod, hospitalsskib, villaer, soldater ved kanon, amerikanske soldater, flammetræ.
2) Fra Shanghai til Bangkok: Havnebilleder, robåde, udsigt over by, cykler, rickshaws, gadeliv, handlende, abemand og neonreklamer. Scener fra flod, templer. Slangefarm. "Gule" munke.
3) Hong Kong: Havneliv, gadeliv, Krarup Nielsen i bærestol, kanalfart, drenge med hundehvalpe, unge piger. Ved kysten, strand, djunker, mere gadeliv